# Jean-Marc van Tol
Pour les articles homonymes, voir Tol (homonymie).
Jean-Marc van Tol (né en 1967) est un auteur de bande dessinée néerlandais. 
Il est surtout connu pour avoir créé en 1993 avec ses camarades d'université John Reid et Bastiaan Geleijnse la série de comic strip humoristique Fokke & Sukke (en), publiée depuis 1999 dans le quotidien NRC Handelsblad, ainsi que d'autres publications néerlandaises et internationales.

## Récompense
- 2003 : Prix Stripschap, pour l'ensemble de son œuvre (avec John Reid et Bastiaan Geleijnse)